# Metrostation Amsterdam Centraal
Het Metrostation Amsterdam Centraal ligt voor en onder Station Amsterdam Centraal.
Aan de voorzijde van het Centraal Station is sinds 1980 een metrostation gelegen onder het Open Havenfront en het Stationsplein. De bouw van dit station vond plaats tussen 1975 en 1980. Hiervoor werd het Open Havenfront gedeeltelijk gedempt en het Noord-Zuid Hollandsch Koffiehuis moest hiervoor in 1972 wijken. In 1980 werd het herbouwd. De Amsterdamse metrolijnen 51, 53 en 54 hebben op dit kopstation hun eindpunt. Het station beschikt over een breed middenperron en het perron loopt met een boog in de richting van de Nieuwmarkt. De hoofdtoegang bevindt zich aan de kant van het Centraal Station.
Tussen 2003 en 2018 waren er bouwwerkzaamheden voor de aanleg van de Noord/Zuidlijn (metrolijn 52) die het Centraal Station haaks kruist. Daartoe werden de hoofdingang en delen van de 'Middentunnel' langdurig afgesloten. Op 26 oktober 2011 werden de (eerste) deuren van de hoofdentree van de monumentale stationshal na zeven jaar gesloten te zijn geweest weer voor het publiek geopend, waardoor het nu weer, net als vroeger, mogelijk werd om van hier rechtstreeks naar de De Ruijterkade te lopen. Ondertussen werd op 31 mei 2011 het 130 meter lange tunneldeel van deze metrolijn vanuit het IJ onder het station geschoven en vervolgens afgezonken. Het tunneldeel bevatte al de ruwbouw van de twee toekomstige zijperrons van 130 meter lang en 5,5 meter breed. Naar verwachting zullen per dag op dit station 35.000 reizigers in- of uit de Noord/Zuidlijn stappen.
Op 21 november 2011 werd een gedeelte van de toekomstige gemeenschappelijke stationshal voor beide metrolijnen geopend. De metrolijnen 51, 53, en 54 zijn sindsdien via deze nieuwe hal bereikbaar. De hal had opvallende rode trappen en vloeren. Deze uitvoering was tijdelijk. De oude hal werd deels gesloopt en deels opgenomen in de nieuwe hal. Het metrostation van de Noord/Zuidlijn en de hallen aan beide zijden zijn ontworpen door Benthem Crouwel Architekten, het bureau dat ook verantwoordelijk is voor de ontwerpen van de overige metrostations langs de lijn en voor het ontwerp van het busstation aan IJzijde.
In mei 2013 selecteerde een speciale commissie van de gemeente twee kunstwerken voor dit station. In de zogenaamde 'Kathedraal', de grote ruimte onder het Stationsplein, was boven de sporen van de Noord/Zuidlijn een videokunstwerk van Fiona Tan gepland. In november 2013 gaf zij de opdracht terug. Voor dit kunstwerk werd een nieuwe selectieprocedure gestart. In september 2014 werd het kunstwerk 'Weather engine' van de Vlaamse videokunstenaar David Claerbout geselecteerd, een continu veranderende digitale film die op een groot videoscherm wordt geprojecteerd. In de verdeelhal op niveau -1 zijn twee foto's onder de gezamenlijke titel Tulpen palepai van Jennifer Tee aangebracht met afbeeldingen van gedroogde tulpenblaadjes.
Op Stationsplein 7 was van 2003 tot 1 december 2015 het Informatiecentrum Stationseiland waar een beeld werd gegeven van de veranderingen in en om het Centraal Station in relatie tot de metrobouw en van het gehele Noord/Zuidlijnproject.
Op 22 juli 2018 werd het metrostation door metrolijn 52 in gebruik genomen.

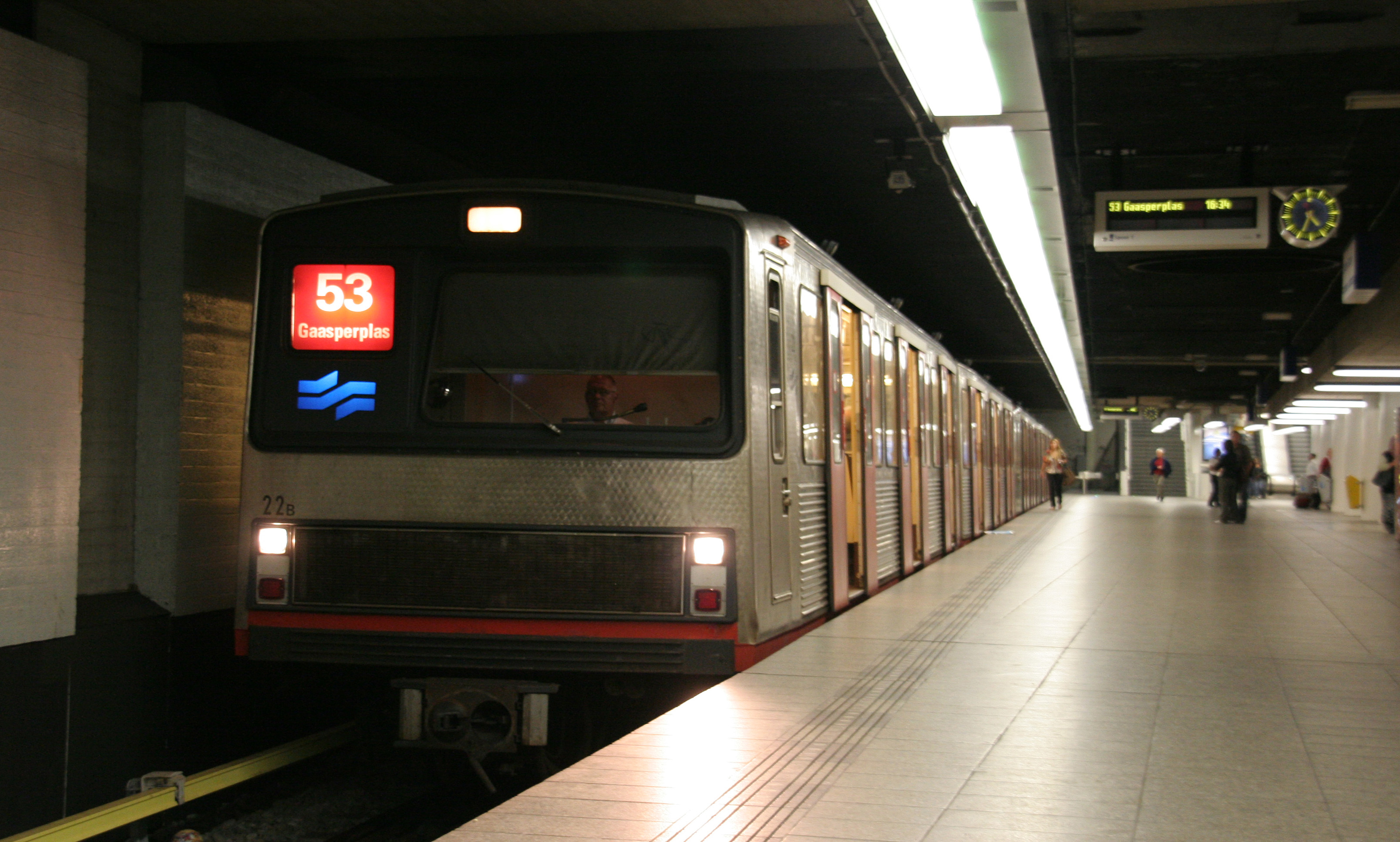
Metrostation van de Oostlijn van de Amsterdamse metro.
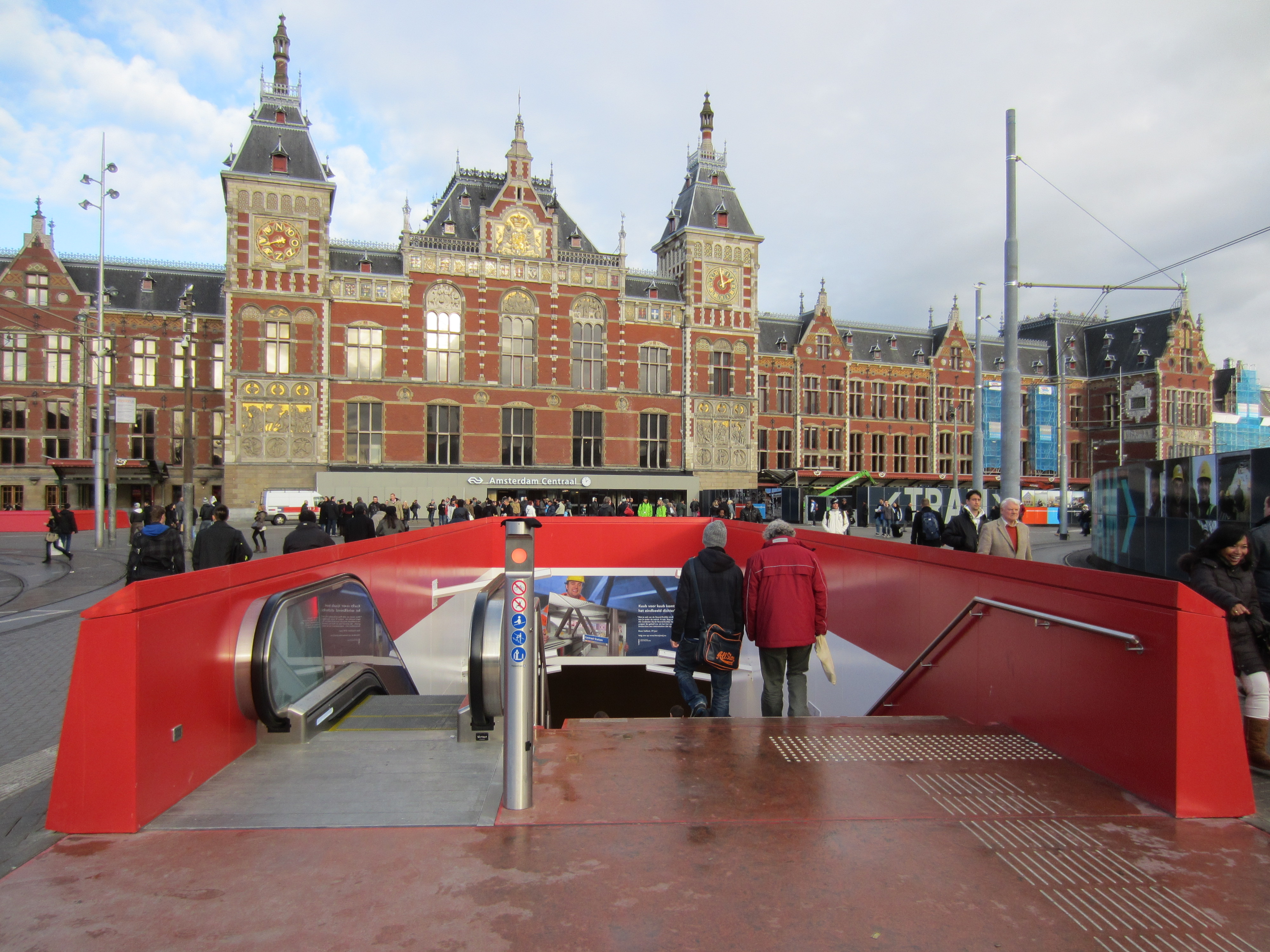
Stationsplein met een van de in november 2011 geopende entrees van het metrostation.
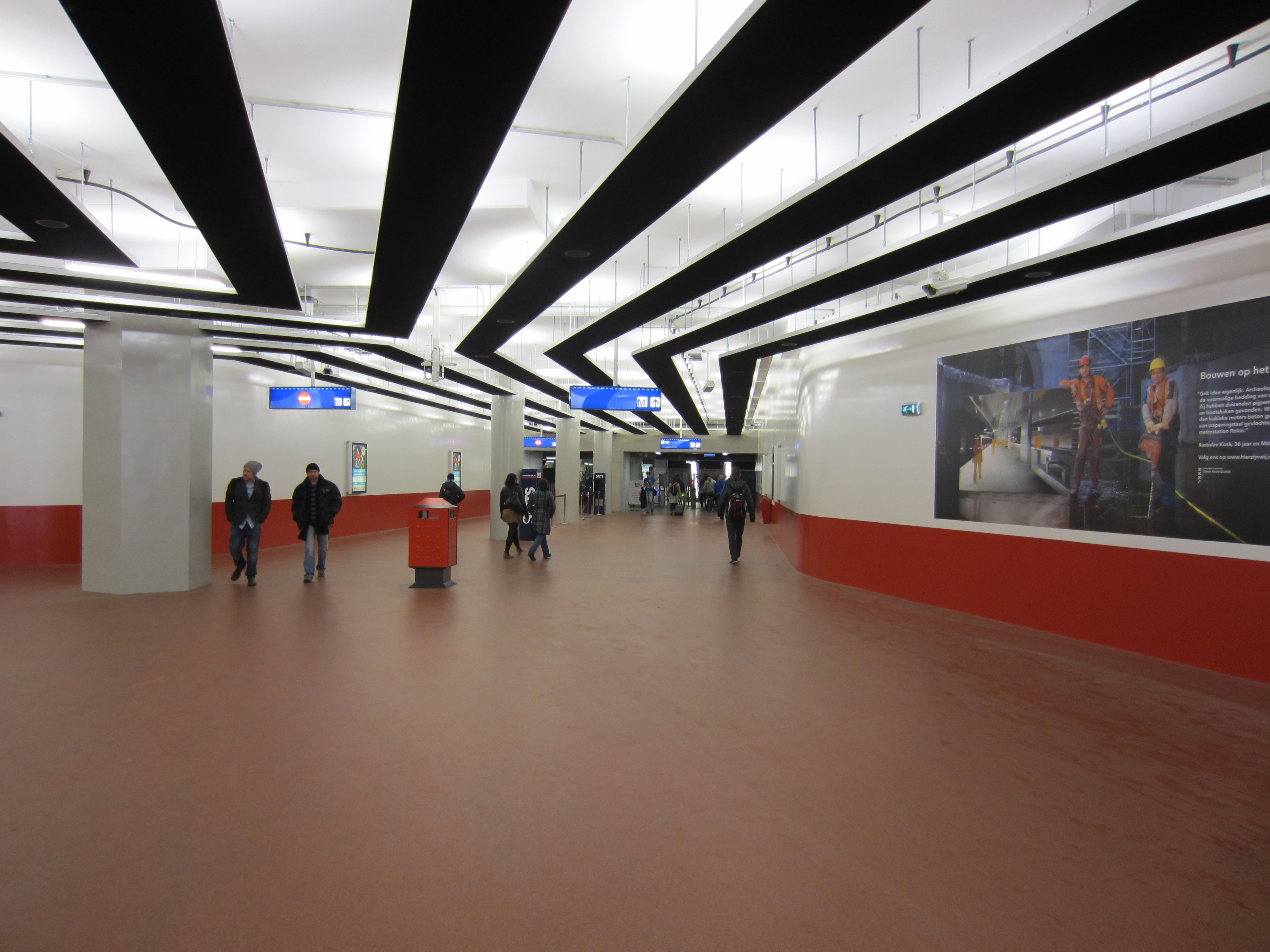
Interieur van de tijdelijke stationshal van het metrostation onder het Stationsplein, november 2011.
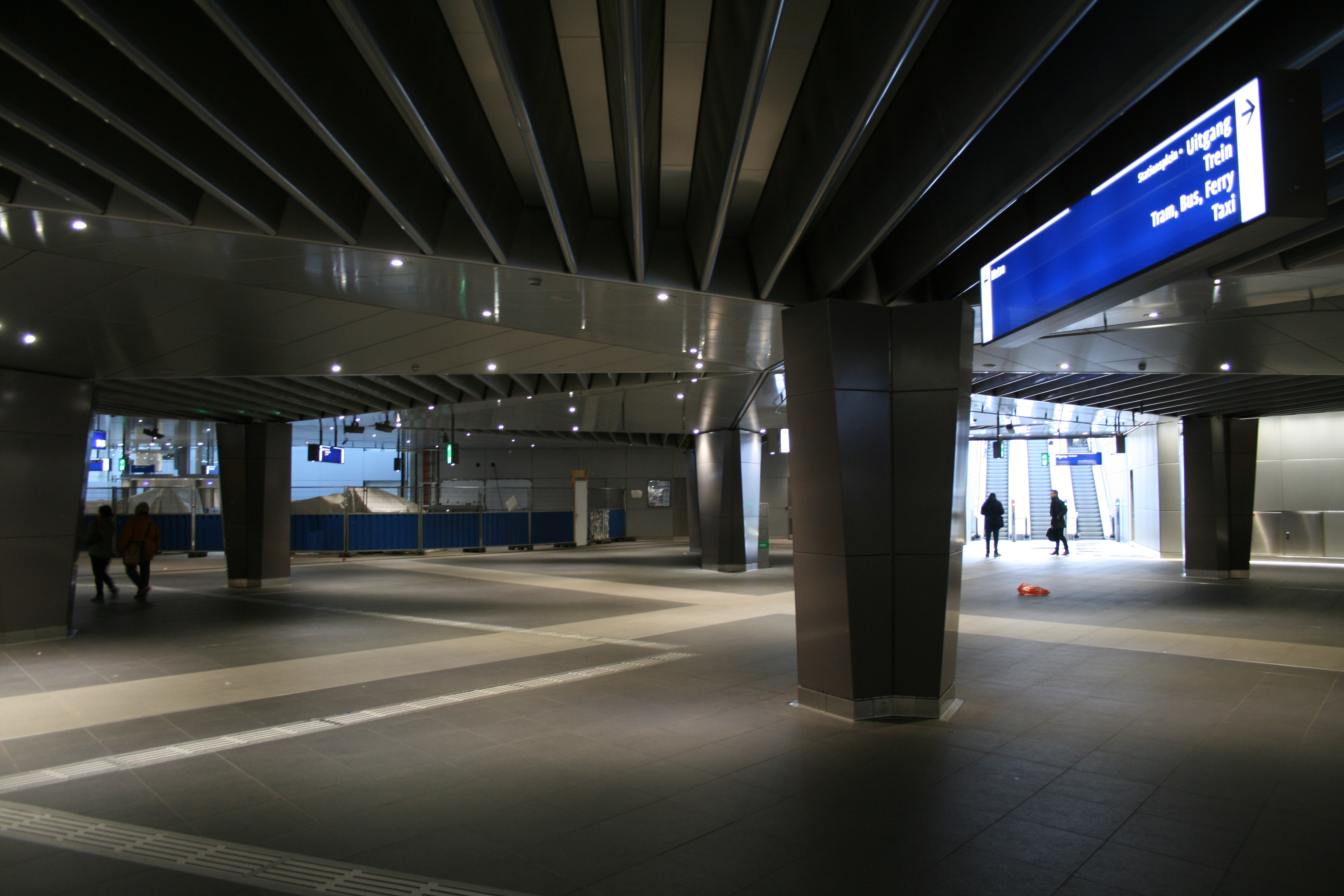
Metrostation Amsterdam Centraal, de definitieve metroverdeelhal onder het Stationsplein, december 2015.
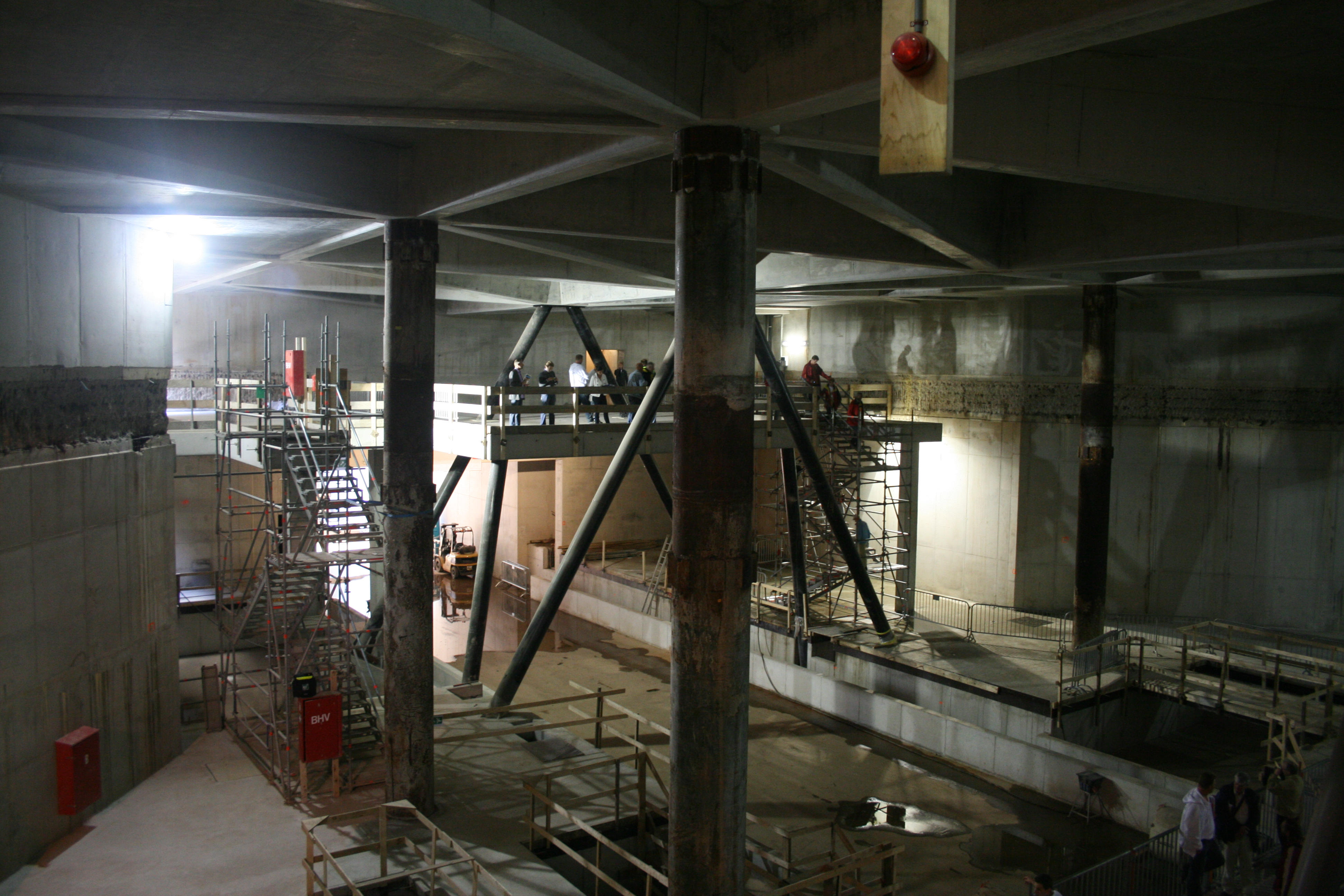
'De Kathedraal', de grote hal onder het Stationsplein ten behoeve van het metrostation voor de Noord/Zuidlijn.
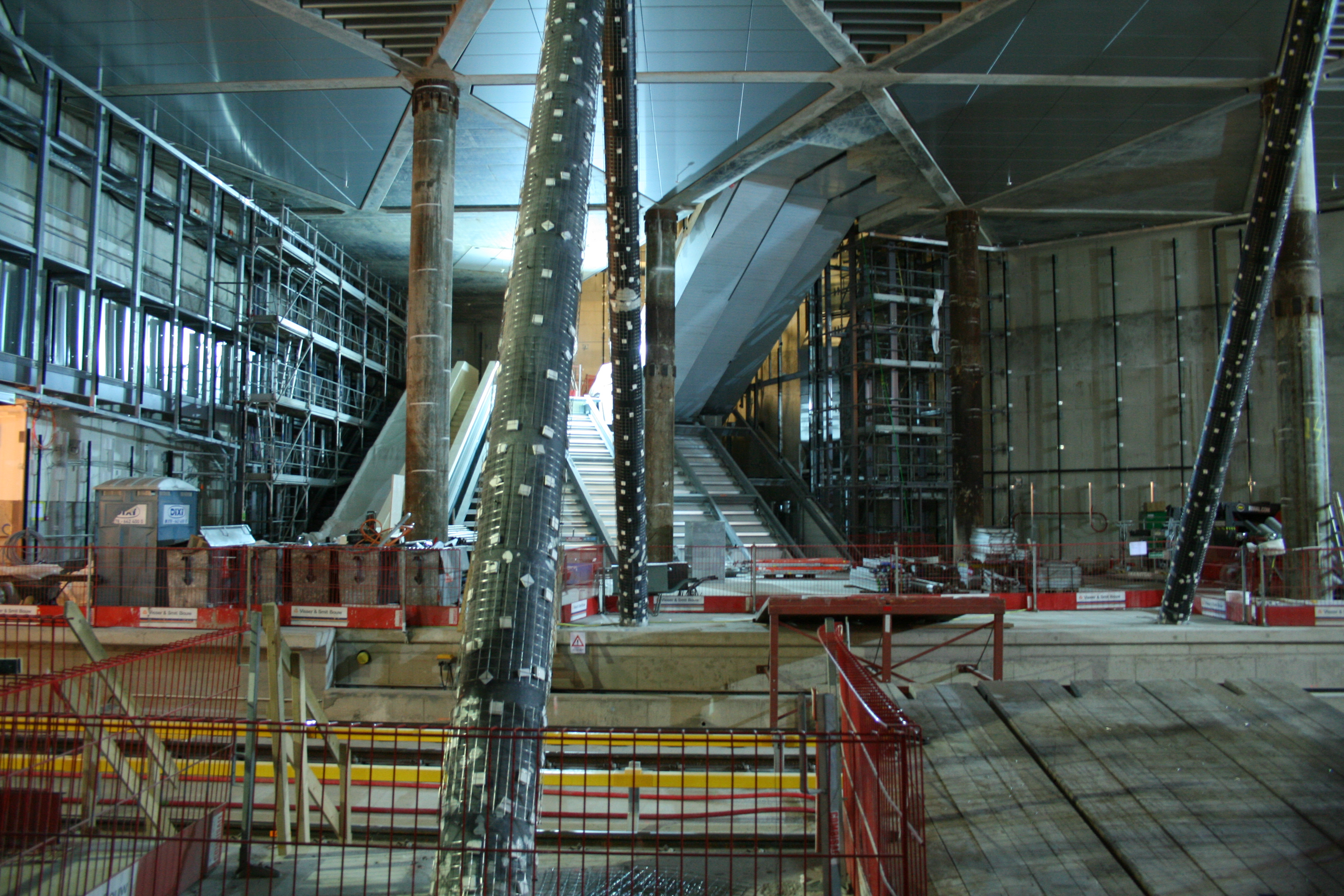
Metrostation Amsterdam Centraal, roltrappen van perron Noord/Zuidlijn naar verdeelhal, december 2015.
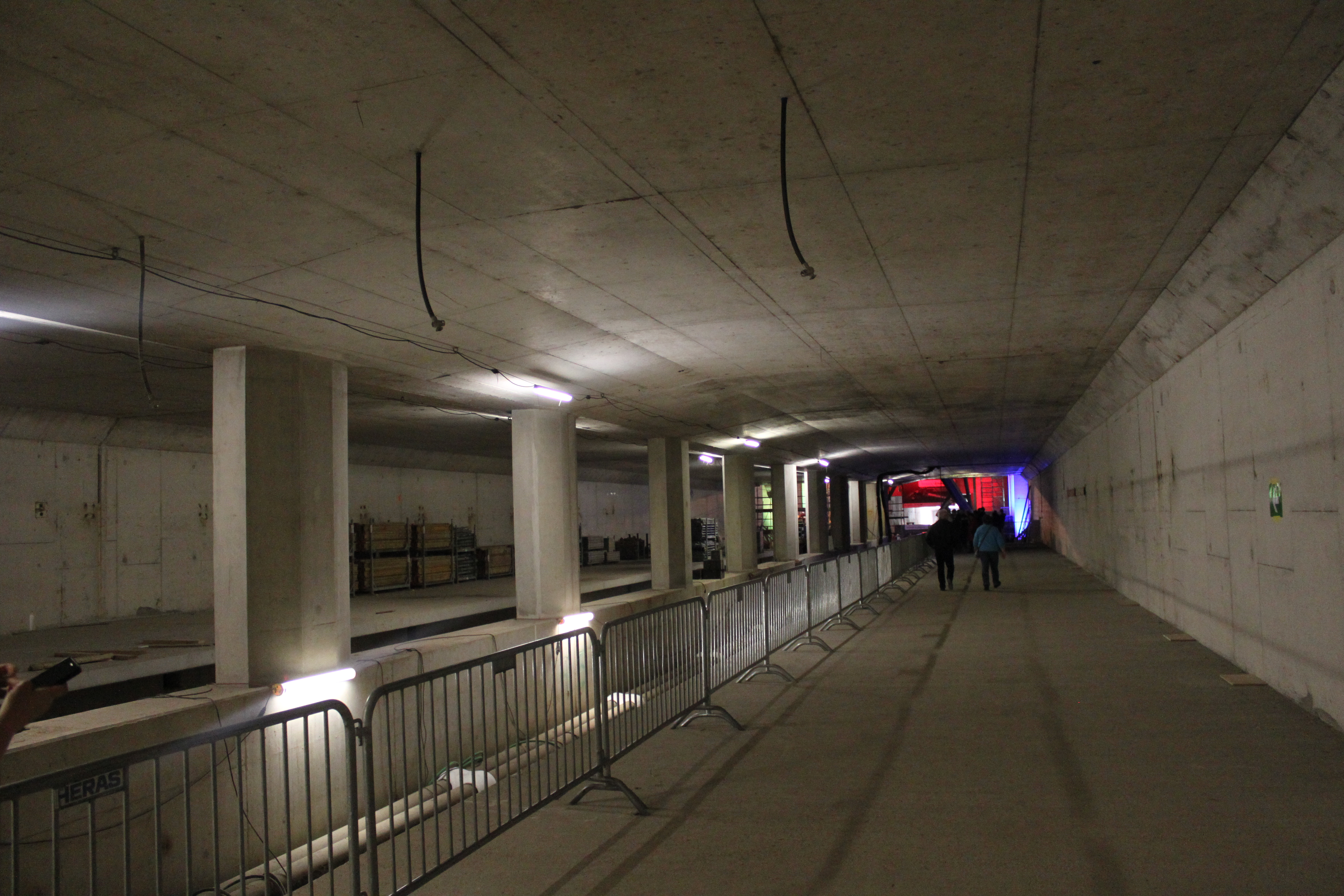
Ruwbouw voor het metrostation Centraal Station op de Noord/Zuidlijn.
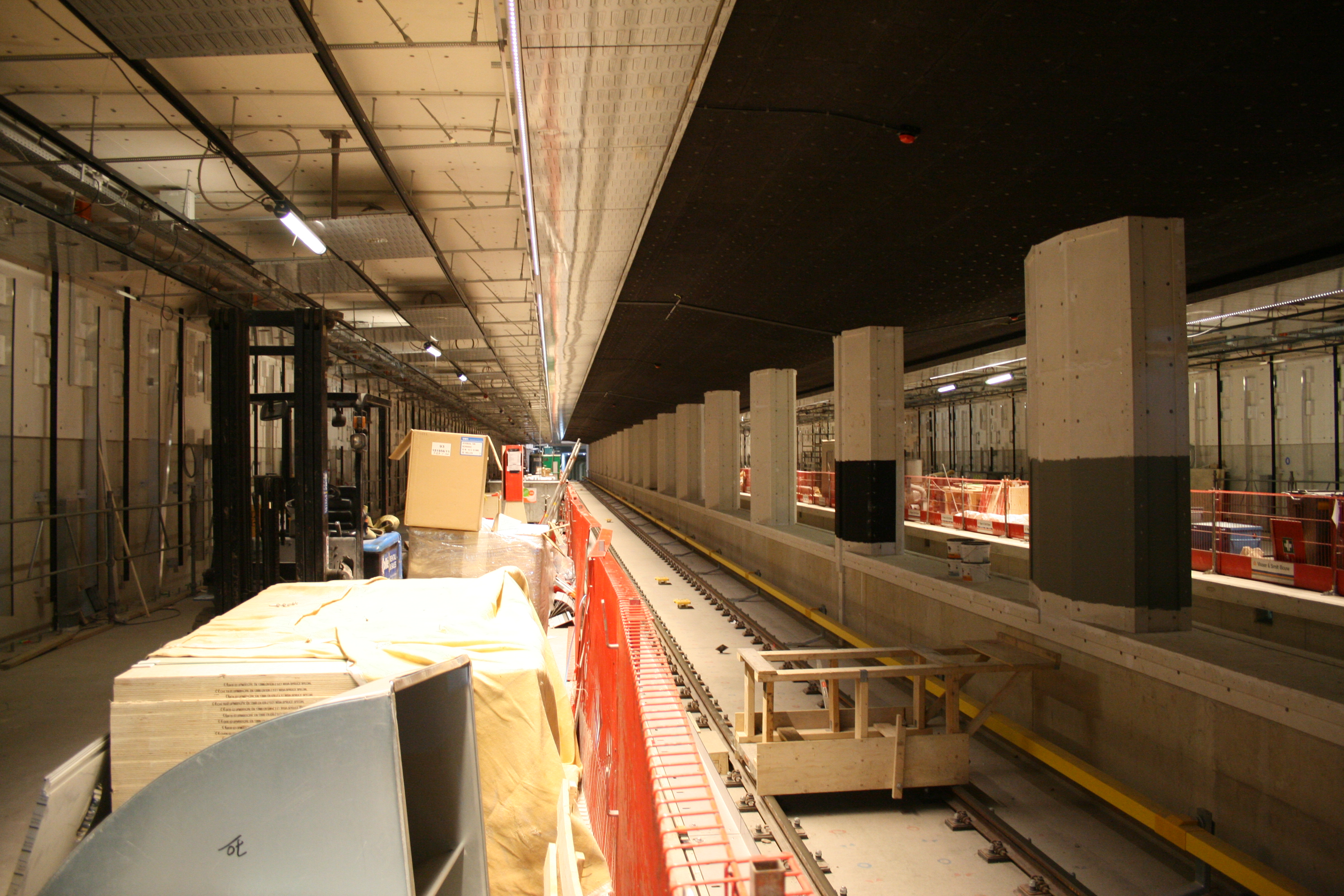
Metrostation Amsterdam Centraal, perrons Noord/Zuidlijn, december 2015.
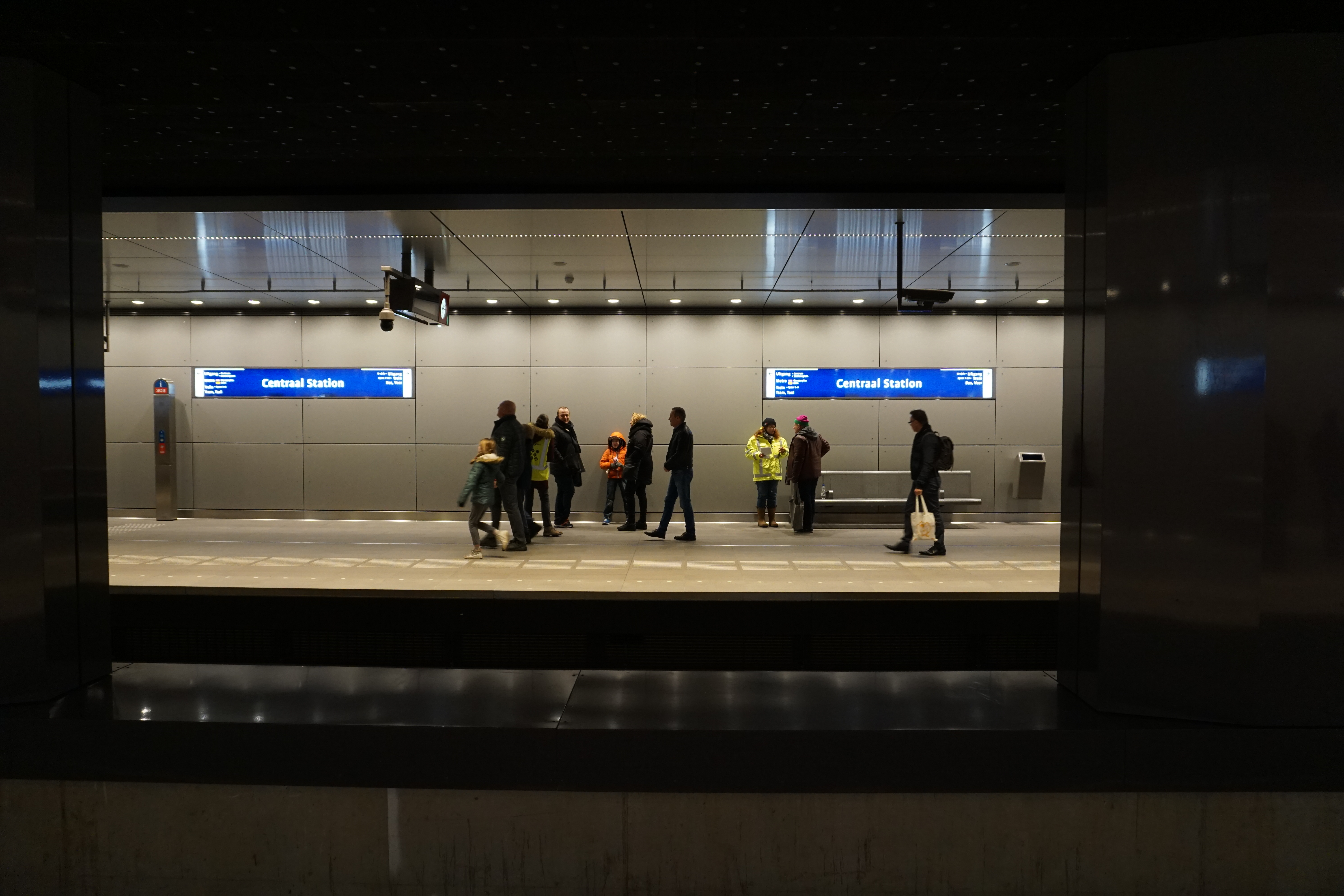
Metrostation Amsterdam Centraal, perrons Noord/Zuidlijn, januari 2018.
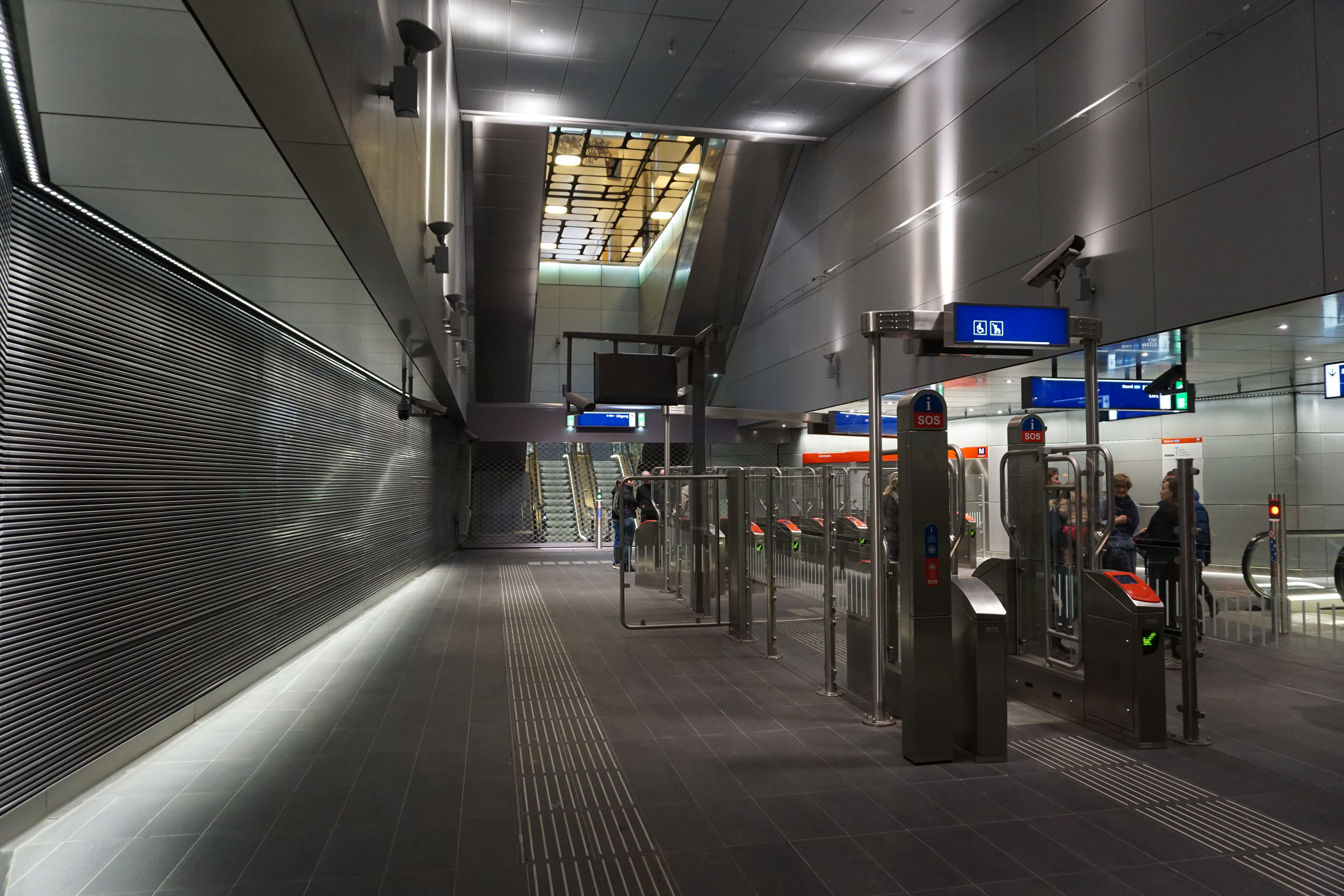
Metrostation Amsterdam Centraal, stationshal IJzijde, januari 2018.
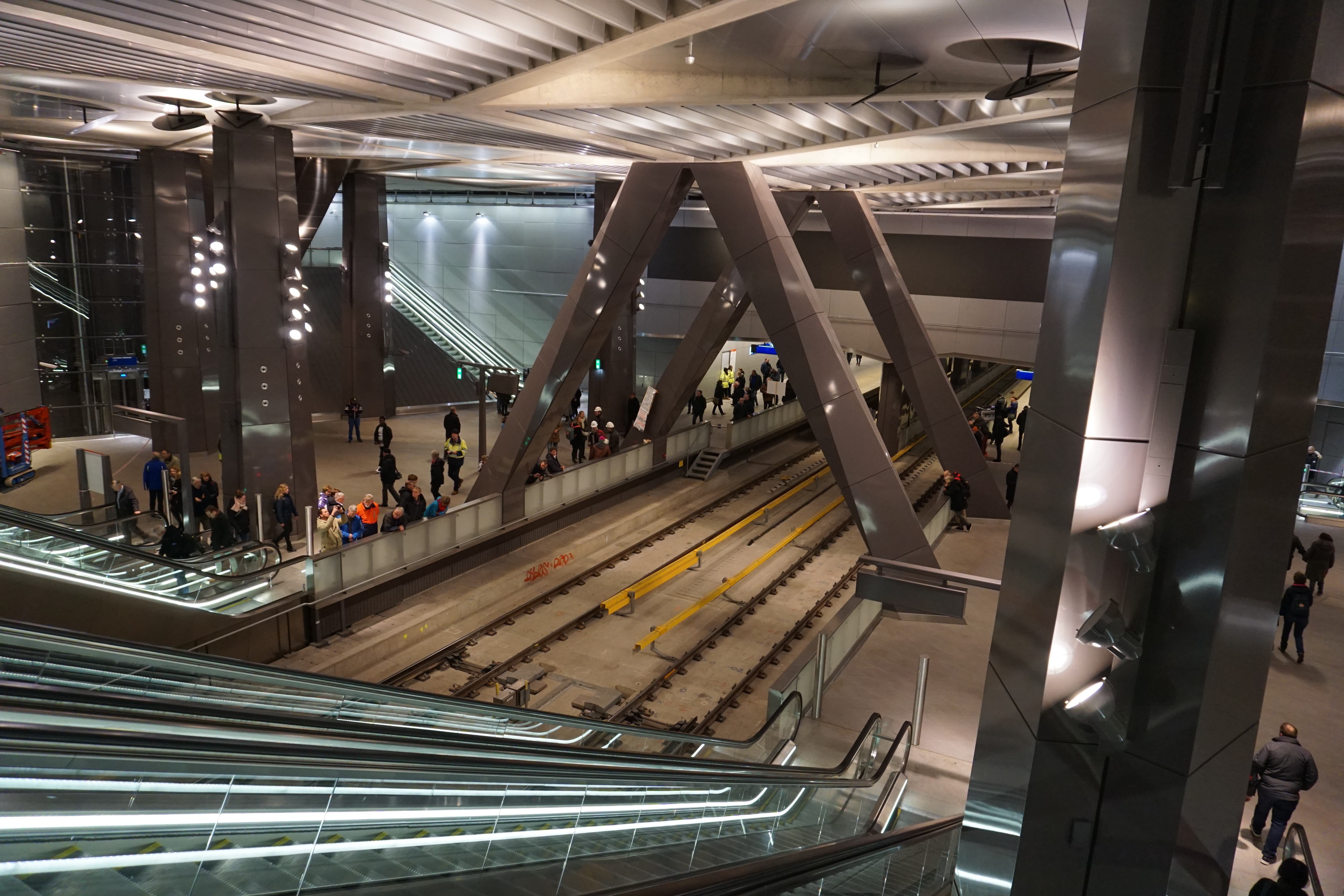
'De Kathedraal', januari 2018.
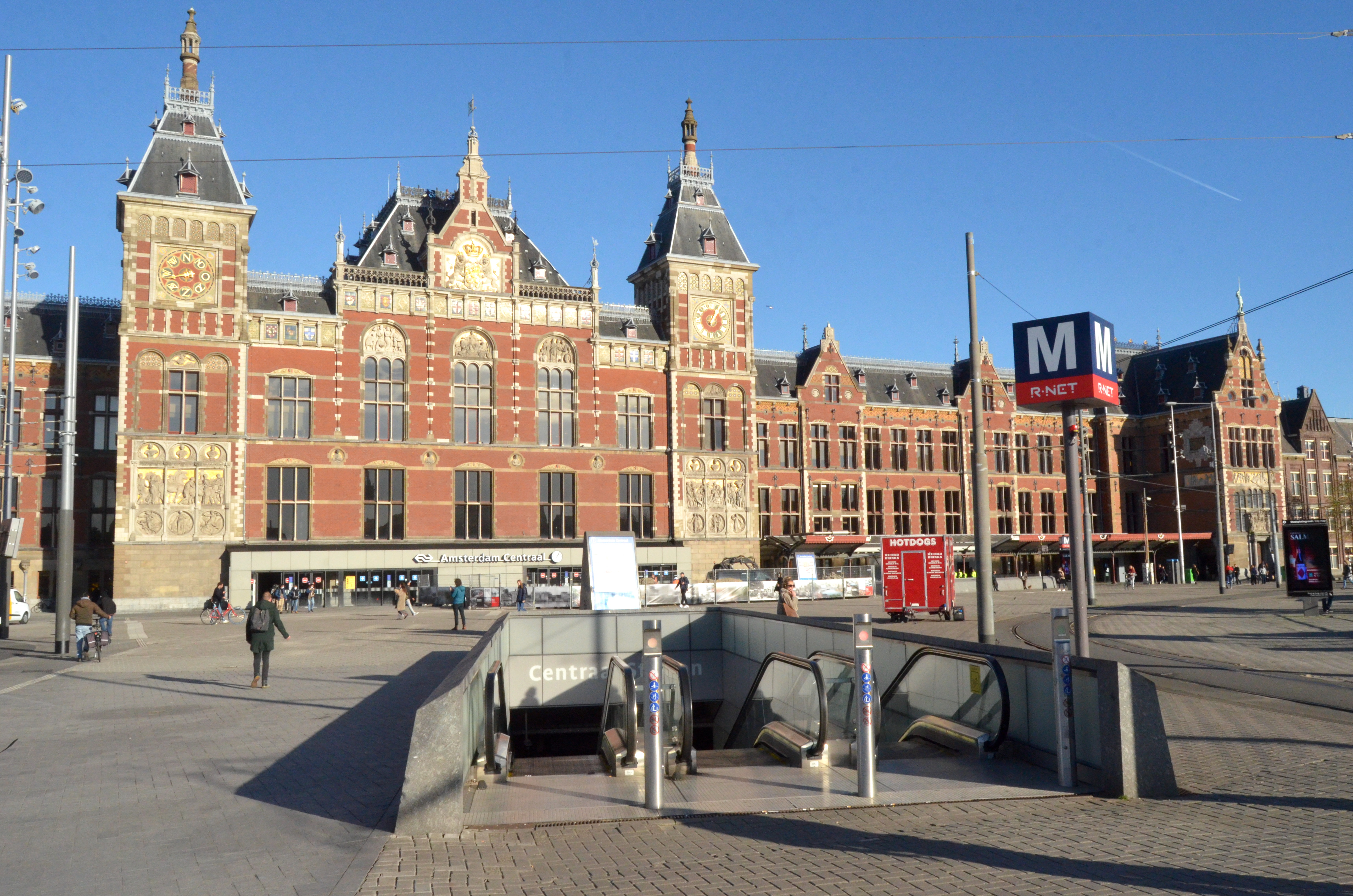
Het Stationsplein met een van de nieuwe, in november 2018 geopende entrees van het metrostation onder het Stationsplein; november 2020.

Centraal Station (NS) ·
Nieuwmarkt ·
Waterlooplein ·
Weesperplein ·
Wibautstraat ·
Amstelstation (NS) ·
Spaklerweg ·
Overamstel ·
Station RAI (NS) ·
Station Zuid (NS) ·
Amstelveenseweg ·
Henk Sneevlietweg ·
Heemstedestraat ·
Station Lelylaan (NS) ·
Postjesweg ·
Jan van Galenstraat ·
De Vlugtlaan ·
Station Sloterdijk (NS) ·
Isolatorweg
Noord ·
Noorderpark ·
Centraal Station (NS) ·
Rokin ·
Vijzelgracht ·
De Pijp ·
Europaplein ·
Station Zuid (NS)
Centraal Station (NS) ·
Nieuwmarkt ·
Waterlooplein ·
Weesperplein ·
Wibautstraat ·
Amstelstation (NS) ·
Spaklerweg ·
Van der Madeweg ·
Venserpolder ·
Station Diemen Zuid (NS) ·
Verrijn Stuartweg ·
Ganzenhoef ·
Kraaiennest ·
Gaasperplas
Centraal Station (NS) ·
Nieuwmarkt ·
Waterlooplein ·
Weesperplein ·
Wibautstraat ·
Amstelstation (NS) ·
Spaklerweg ·
Van der Madeweg ·
Station Duivendrecht (NS) ·
Strandvliet ·
Station Bijlmer ArenA (NS) ·
Bullewijk ·
Holendrecht (NS) ·
Reigersbos ·
Gein